# Miscela respiratoria
Una miscela respiratoria è una miscela di gas adatti, in determinate condizioni, ad essere respirati. 
Nell'atmosfera, la respirazione naturale è assicurata da una miscela di gas: l'aria. Gas da respirazione artificiali, come gas puri o miscele di gas, sono usati nell'equipaggiamento per la respirazioni in ambienti chiusi come nell'attrezzatura per immersioni, scafandri, camere iperbariche, sottomarini, tute astronautiche e navicelle spaziali.

## Caratteristiche
Un gas da respirazione sicuro deve avere le seguenti caratteristiche:
- deve contenere abbastanza ossigeno da permettere la vita e la regolare attività del respiratore
- dovrebbe essere somministrato ad una temperatura ritenuta ragionevolmente confortevole
- non deve contenere gas pericolosi (o in concentrazione tale da essere pericolosi)

È bene notare che determinate miscele, perfettamente sicure a pressioni normobariche, non è affatto detto che lo siano anche ad alta pressione e viceversa. Inoltre la pericolosità di certi gas non è detto che sia legata alla loro tossicità, ma potrebbe essere legata anche a particolari reazioni chimiche come ad esempio l'ossigeno ad alta concentrazione e pressione insieme a materiali o a gas infiammabili.

## Miscele tipiche
- L'aria è una miscela di gas formata da un 21% di [ossigeno], 78% di azoto e circa l'1% da altri gas. Essendo economica e di semplice utilizzo, è la miscela per immersioni più diffusa. L'alto contenuto di azoto la rende un gas pericoloso oltre i 30 metri di profondità per via della narcosi da azoto.
- L'ossigeno puro è utilizzato negli ARO (autorespiratori ad ossigeno), nelle bombole da decompressione e in ambito medico nelle camere iperbariche o come ausilio alla respirazione. Ad alte pressioni parziali diventa tossico e superato un certo dosaggio provoca improvvise crisi convulsive. Per questo   il suo utilizzo in subacquea è limitato a basse profondità, tipicamente inferiori ai 10m.
- Il nitrox è una miscela di ossigeno e azoto. Anche l'aria si può considerare una miscela nitrox. Spesso è chiamato anche EAN (Enriched Air Nitrox). Tipicamente contiene percentuali di ossigeno tra il 32% e il 40%. Contenendo meno azoto rispetto all'aria, riduce la quantità di azoto disciolta nei tessuti e di conseguenza ha il vantaggio di aumentare i tempi di permanenza sul fondo. Marginalmente aumenta anche la lucidità, ma il principale limite risiede nel fatto che può essere usato solo a profondità alle quali l'ossigeno non è ancora tossico.
- Il trimix è una miscela di ossigeno, azoto ed elio ed è utilizzato nelle immersioni profonde oltre i 40m. I principali vantaggi risiedono nella maggiore lucidità e nei ridotti tempi di decompressione. Abbassando opportunamente la percentuale di ossigeno si evita anche il rischio di tossicità di quest'ultimo.
- L'heliair è una forma di trimix, formata utilizzando l'aria e l'elio. Il rapporto tra ossigeno e azoto di conseguenza rimane fisso a 21/78.
- L'heliox è una miscela di ossigeno ed elio. Utilizzato principalmente immersioni professionali, è molto sicuro perché non contiene azoto.
- L'hydrox è una miscela di ossigeno e idrogeno. Utilizzato molto raramente per le difficoltà tecniche di utilizzo, trova applicazione nelle immersioni estremamente profonde. Per via della sua esplosività al di sopra di percentuali di ossigeno anche relativamente basse, può essere utilizzato solo in miscele estremamente ipossiche, cioè che contengono pochissimo ossigeno.
- L'hydreliox è una miscela di ossigeno, elio e idrogeno ed è utilizzato nelle immersioni oltre i 130 metri.
- Il neox è una miscela di ossigeno e neon utilizzato in alcune immersioni commerciali profonde. È usato raramente a causa del suo costo. Non gode di una buona reputazione perché produce alcuni sintomi simili alla malattia da decompressione.